# Вапник
Вапник (пол. Wapnik, нім. Kalkstein) — село в Польщі, у гміні Любоміно Лідзбарського повіту Вармінсько-Мазурського воєводства.
Населення — 142 особи (2011).
У 1975-1998 роках село належало до Ольштинського воєводства.

## Демографія
Демографічна структура станом на 31 березня 2011 року:
|          | Загалом | Допрацездатний вік | Працездатний вік | Постпрацездатний вік |
| -------- | ------- | ------------------ | ---------------- | -------------------- |
| Чоловіки | 69      | 16                 | 43               | 10                   |
| Жінки    | 73      | 20                 | 35               | 18                   |
| Разом    | 142     | 36                 | 78               | 28                   |